# K-561 Kazan
Pour les articles homonymes, voir Kazan (homonymie).
Le Kazan (pennant number, numéro de coque, K-561) est un sous-marin nucléaire d'attaque de classe Iassen de la Marine russe. Il s’agit du deuxième bateau du projet, séparé du premier par 16 ans (1993-2009). Des modifications considérables ont été apportées à la conception initiale. Les différences dans la conception sont apparues suffisantes pour le considérer comme une nouvelle version améliorée de la classe Iassen-M (en russe : Ясень-М). Le sous-marin porte le nom de la ville de Kazan. Il est déployé avec la flotte du Nord russe.

## Conception
Le projet de sous-marin a été développé dans le bureau d'études Malachite à Saint-Pétersbourg. La marine russe a déclaré que le sous-marin serait amélioré par rapport au Severodvinsk, le premier de la classe Iassen / Graney.
Par rapport au premier bateau de la classe, le Kazan est environ 12 m plus court que le Severodvinsk, ce qui a entraîné la suppression du réseau de sonars de proue que possède ce premier bâtiment. Selon un analyste naval, l’intention était probablement de réduire les coûts de construction sans réduire de manière significative les capacités du sous-marin. Le Kazan comprend également un réacteur nucléaire doté d’un nouveau système de refroidissement.

## Histoire
Le premier équipage du Kazan a été formé en mars 2016 et le sous-marin devait initialement être mis en service en 2017,. Le 23 août 2016, le chantier naval Sevmash a annoncé que le sous-marin serait livré à la marine russe seulement en 2018.
Le 31 mars 2017, le Kazan est sorti du hall de construction et a ensuite été mis à l’eau,,,. Il a commencé ses essais en mer le 24 septembre 2018 et devait rejoindre la marine russe en 2019. En octobre 2019, le président de la United Shipbuilding Corporation, Alexei Rakhmanov, a déclaré que le déploiement du Kazan serait retardé jusqu’à la fin de 2020 en raison de problèmes techniques avec ses systèmes de contrôle complexes,.
Les essais du sous-marin comprenaient le tir des missiles de croisière 3M-54 Kalibr et P-800 Oniks. Ils se sont achevés en décembre 2020.
En avril 2021, la date de mise en service était fixée au 25 juillet 2021. Cependant, le navire a effectivement été mis en service le 7 mai 2021,,,.